# Antonio Vega Tallés
Antonio Vega Tallés (Madrid, 16 de desembre de 1957 – Madrid, 12 de maig de 2009) fou un músic espanyol. Nasqué a Madrid i morí a la mateixa ciutat als 51 anys a causa d'una pneumònia severa. El mitjà de set germans, el seu pare fou un prestigiós metge lleonès de Carrizo de la Ribera especialitzat en traumatologia. L'any 1978 forma la banda Nacha Pop que prové d'una altra banda, Uhu-Helicopter, a la qual tocava el seu cosí Nacho. L'any 1980, Nacha Pop edita el seu disc de presentació, el 1988 el grup se separaria definitivament i Antonio començaria la seva carrera com a solista.

## Nacha Pop
Durant aquesta etapa a la carrera musical d'Antonio Vega sortiren a la llum nombroses cançons que acabarien entrant al cançoner popular espanyol, sobretot una en especial, "Chica de ayer", considerada la millor cançó del pop espanyol a alguna llista i inclosa al seu primer LP, de títol homònim al grup, que revistes com Rockdelux o Rolling Stone (ed. espanyola) consideren obra mestra imprescindible a la música espanyola.
Per una altra part, molts aficionats a la música i seguidors de Nacha entenen que és el segon LP del grup, Buena disposición, la seva obra més important, un disc que conté un tema amb molt d'èxit com «Atrás», després reinterpretat als concerts d'Antonio.
Malgrat tot, «Chica de ayer» fou una cançó que es convertí en un himne de la moguda madrilenya dels 80, però sense oblidar altres temes mítics com «Lucha de gigantes», «Una décima de segundo», «Cada uno su razón» o «Relojes en la oscuridad». La irregular Dibujos Animados fou el tercer LP del grup i obrí el pas a l'època sota la protecció del segell DRO, on s'edità el mític mini-LP Una décima de segundo. El so aconseguit pel productor Peter Mcnamee era espectacular, inclús a la improvisada versió a piano d'«Una decima de segundo» amb Teo Cardalda.
Més tard arribaria Más números..., disc que no complí amb les expectatives previstes, i després El momento, una obra que fou guanyant adeptes amb el temps. A cada un dels seus temes Antonio feia el públic partícip, d'alguna manera, d'una història personal, o de la seva visió en forma poètica del món. Oferia un contrapunt molt interessant a la música del seu cosí, Nacho García Vega, que s'inclinava a un pop més directe i unes lletres menys metafòriques.
El grup se separà l'any 1988, després d'una sèrie de concerts a Madrid que donarien lloc al seu disc d'acomiadament, Nacha Pop 80-88, que repassaria la seva discografia d'estudi.
L'any 2007 es torna a reunir la banda 19 anys després per donar una sèrie de concerts per Espanya entre juny i octubre i per col·laborar a la filmació del DVD Historia sinfónica del pop español.

## Carrera com a solista
La carrera com a solista d'Antonio Vega va començar marcada per la seva etapa anterior, de la qual sortiria com un músic consagrat i molt respectat pels seus companys de professió. Així doncs, Antonio mantindria la mateixa línia de creació durant la seva etapa de solista, però una mica més intimista per l'absència de la influència musical del seu cosí Nacho García Vega.
El seu primer disc d'aquesta etapa surt a la llum l'any 1991 sota el títol No me iré mañana, i és una autèntica obra mestra en la qual es troben temes més popers, com «Esperando nada», «Háblame a los ojos» o «Lo mejor de nuestra vida», amb temes més pròxims a un estil de la denominada cançó d'autor, com «Tesoros» o «Se dejaba llevar por ti».
Posteriorment a aquest disc, es publicà l'any 1992 un disc recopilatori on s'inclouen algunes de les seves millors cançons de l'època de Nacha Pop.
L'any 1994 sortiria el següent treball: Océano de sol, amb el qual viatjaria a Anglaterra per a la gravació del disc, on l'esperava Phil Manzanera, exguitarrista de la mítica banda Roxy Music i productor musical. Però Vega no quedà gaire content amb el treball de Manzanera, a qui va atribuir falta de professionalitat, així com diferències en la concepció del treball. En aquest disc destaquen temes com ara «Vapor», «Palabras» o una segona versió més treballada d'«El sitio de mi recreo».
Després d'un silenci de quatre anys, Antonio publica el disc Anatomía de una ola, més acústic i tranquil que els anteriors, on es recullen temes com «Ángel caído», dedicada a Vincent Van Gogh, o «Como la lluvia al sol». En aquest disc es troba també la versió d'«Agua de río».
L'any 2001 publica el següent àlbum amb el títol De un lugar perdido, és un disc curt en el qual destaquen temes com ara «Estaciones», «Para bien o para mal» o «A trabajos forzados», cançó en la qual Antonio posa música a un poema de l'escriptor Antonio Gala.
L'any 2002 Antonio Vega publica el seu particular Básico, on fa versions acústiques de les seves cançons més conegudes i d'altres menys, aprofitant per treure també alguna cançó inèdita a la llum.
A finals de 2003, participa com a solista en el tribut de la banda espanyola Hombres G interpretant la cançó «La carretera».
L'any 2004 participà en un disc de col·laboracions, entre altres amb Amaral, amb els quals cantà «Cómo hablar», Jarabe de Palo, fent un duet amb Pau Donés al tema «Completo incompleto», o Elefantes, amb els qui fa una versió de «Que yo no lo sabía».
També a l'homenatge col·lectiu al poeta Pablo Neruda al seu centenari: Neruda en el corazón.
El seu últim treball es publica l'any 2005, 3000 noches con Marga, pretén rendir homenatge a la que fou la seva companya sentimental, Margarita del Río, que morí l'any 2004. El títol és una referència al temps que Antonio pogué passar amb ella fins a la seva mort. És un disc on hi ha temes com «Angel de Orión», «Caminos infinitos», «Pasa el otoño» o la instrumental «3000 noches con Marga».
L'abril de 2009 fou ingressat a l'hospital Puerta de Hierro de Madrid a causa d'una pneumònia aguda. Per aquest motiu suspengué la seva gira amb Nacha Pop. Morí el 12 de maig als 51 anys. S'informà que patia fa temps d'un càncer de pulmó.

## Discografia

### Com a solista
- Àlbums d'Estudi
  - 1991 - No me iré mañana
  - 1994 - Océano de sol
  - 1998 - Anatomía de una ola
  - 2001 - De un lugar perdido
  - 2005 - 3000 noches con Marga
- Àlbums en Viu
  - 2002 - Básico (Concert al Círculo de Bellas Artes de Madrid)
- Recopilatoris
  - 1992 - El sitio de mi recreo (Recopilatori de les seves millors balades)
  - 1993 - Ese chico triste y solitario (Homenatge de diversos artistes)
  - 2004 - Escapadas (Disc de col·laboracions)

### Amb Nacha Pop
- Àlbums d'Estudi
  - 1980 - Nacha Pop
  - 1982 - Buena disposición
  - 1983 - Más números, otras letras
  - 1984 - Una décima de segundo
  - 1985 - Dibujos animados
  - 1987 - El momento
- Àlbums en Viu
  - 1988 - Nacha Pop 1980-1988 (Àlbum en directe)
  - 2008 - Tour 80-08 Reiniciando (2 CDs + DVD. Gravat en directe)

### Amb Un Mar al Sur
- 2008 - Un sueño compartido